# Racięcice-Kolonia (Racięcice)
Racięcice-Kolonia – część wsi Racięcice w Polsce, położona w województwie wielkopolskim, w powiecie konińskim, w gminie Sompolno.
W latach 1975–1998 Racięcice-Kolonia należały administracyjnie do województwa konińskiego.